# Chalciope (fille d'Eurypyle)
Pour les articles homonymes, voir Chalciope.
Dans la mythologie grecque, Chalciopé ou Chalciope (en grec ancien Χαλκιόπη / Khalkiópê) est la fille d’Eurypyle, roi de l'île de Kos, l'épouse d'Héraclès et la mère de Thessalos.

## Étymologie
Le nom Χαλκιόπη / Khalkiópê est composé de χαλκός / khalkós (« bronze ») et de ὄψ / óps (« œil », « regard », « visage ») : il signifie « visage de bronze ».

## Mythe
Chalciopé est la fille d’Eurypyle, roi de l'île de Kos,. Il s'agit peut-être de la « fille d'Alciope » que cite Plutarque dans les Questions grecques.
Elle s'unit à Héraclès et donne naissance à Thessalos,. Cette généalogie mythique rapproche les Héraclides des héros originels de Kos.
Certaines confusions apparaissent chez des auteurs tardifs : une scholie et le commentaire d'Eustathe de Thessalonique sur l'Iliade font de Chalciopé et d'Héraclès les parents d'Eurypyle,, tandis qu'Hygin donne à Chalciopé un fils avec Thessalos, nommé Antiphos,.

### Sources antiques
- Pseudo-Apollodore, Bibliothèque [détail des éditions] [lire en ligne], II, 7, 8.
- Hygin, Fables [détail des éditions] [(la) lire en ligne], XCVII ; CCLIV.
- Plutarque, Œuvres morales [détail des éditions] [lire en ligne] « Questions grecques, 58 ».